# 페르시아저드
페르시아저드(Meriones persicus)는 쥐과 메리오네스속에 속하는 설치류의 일종이다. 아프가니스탄과 아르메니아, 아제르바이잔, 이란, 이라크, 파키스탄, 터키, 투르크메니스탄에서 발견된다. 몸길이는 약 15cm이고, 몸보다 약간 긴 붓털 꼬리를 갖고 있다. 갈색을 띠며, 배는 희다. 자연 서식지는 약간의 식물이 있고 준사막 지대의 건조한 바위 구릉지대이다. 작은 굴 또는 돌출된 암석 아래에 피난처를 찾는다. 벽 아래와 같은 사람 거주지에서 서식하기도 한다. 야생에서 페르시아저드는 건조한 식물과 곡물을 먹고, 보충적으로 작은 곤충을 먹는다. 일년에 두 번, 각각 약 7마리의 새끼를 낳는다. 애완동물로 키우기도 하며, 수명은 6~7년 정도이다. 오르기나 도약을 위해서는 큰 우리가 필요하다.